# Димитрије Ђурковић
Димитрије Ђурковић (Београд, 12. септембар 1925 — Београд, 2. септембар 2021) био је југословенски и српски позоришни редитељ и универзитетски професор.

## Биографија
Матурирао је у Првој мушкој гимназији у Београду (1944). Као ђак постао је 1938. члан дечјег Родиног позоришта. Као гимназијалац је режирао позоришне представе и глумио. По завршетку Другог светског рата радио је као новинар и филмски критичар у „Политици“, Радио Београд-у и у часопису „Југославија“ (1945-1952).
Када је основана Академија за позоришну уметност, постао је студент прве генерације и на Одсеку за режију у класи проф. др Хуга Клајна дипломирао 1952. Дипломску представу Довитљиву девојку Лопе де Веге поставио је на сцени НП у Суботици.
Први посао добио је 1953. у крагујевачком Народном позоришту, где је са Миленком Маричићем и Јосипом Лешићем, уз подршку управника Љубише Ружића. У две сезоне режирао је четири представе. После је прешао (1955) у Српско народно позориште у Новом Саду. Две сезоне радио је у београдском Савременом позоришту (1961-1963).
Током ангажман ау СНП остварио је најзначајније режије у каријери и остварио статус редитеља којем се поверавају најтежи пројекти. У СНП био директор Драме (1963-1967) и две године уметнички руководилац Веселог театра „Бен Акиба“.
Седам његових представа приказано је на Југословенским позоришним играма у Новом Саду.
Реализовао је и неколико режија у београдским позориштима.
Педагошки рад почео је као наставник глуме у Средњој позоришној школи у Новом Саду (1955-1957) те наставник за предмет Анализа текста у Драмском студију СНП (1966-1968), а пуни замах остварио је на универзитетима у Београду и Новом Саду. На београдској Академији за позориште, филм, радио и телевизију (данас Факултет драмских уметности) изабран је 1969. за доцента а касније ванредног и редовног професора.
У школској 1978/79. постао је професор и шеф класе прве године режије на Академији уметности.
Године 2007. је у издању Позоришног музеја Војводине објављена монографија Димитрије Ђурковић, коју је приредио Петар Марјановић.

## Награде
- Четири Стеријине награде (три за режију – Избирачица, Халелуја, Фамилија Софронија А. Кирића и једну за сценску адаптацију, Село Сакуле, а у Банату[1]
- Две награде за режију на Сусретима војвођанских позоришта (Иркутска прича, Фамилија Софронија А. Кирића)[1]
- Две редитељске награде примио је од Удружења драмских уметника Србије (Иркутска прича; Село Сакуле, а у Банату)[1]

## Театрографија
- Краљ Лир, Београд, Југословенско драмско позориште[3]
- Довитљива девојка, 31.05.1952, Суботица, Народно позориште[3]
- Господар, 20.10.1953, Крагујевац, Књажевско-српски театар[3]
- Истина је мртва, 15.04.1954, Крагујевац, Књажевско-српски театар[3]
- Наследство, 30.12.1954, Крагујевац, Књажевско-српски театар[3]
- Дубоко плаво море, 15.06.1955, Крагујевац, Књажевско-српски театар[3]
- Песма, 10.02.1956, Нови Сад, Српско народно позориште[3]
- Сапутници, 31.03.1956, Нови Сад, Српско народно позориште[3]
- Хајде да се играмо, 05.01.1957, Нови Сад, Српско народно позориште[3]
- Небески одред, 24.03.1957, Нови Сад, Српско народно позориште[3]
- Оптимистичка трагедија, 09.11.1957, Нови Сад, Српско народно позориште[3]
- Тишина шума, 15.03.1958, Нови Сад, Српско народно позориште[3]
- Чаробњак који доноси кишу, 03.10.1958, Нови Сад, Српско народно позориште[3]
- Пукотина раја, 21.02.1959, Нови Сад, Српско народно позориште[3]
- Песма, 19.04.1959, Нови Сад, Српско народно позориште[3]
- Матуранти, 17.10.1959, Нови Сад, Српско народно позориште[3]
- Женидба председника кућног савета, 31.12.1959, Нови Сад, Српско народно позориште[3]
- Калигула, 02.06.1960, Београд, Југословенско драмско позориште[3]
- Избирачица, 15.10.1960, Нови Сад, Српско народно позориште[3]
- Иркутска прича, 05.03.1961, Нови Сад, Српско народно позориште[3]
- Хамлет, 22.11.1961, Нови Сад, Српско народно позориште[3]
- Варалица у Бечеју, 24.11.1961, Нови Сад, Српско народно позориште[3]
- Операција Лисистрата, 21.12.1962, Београд, Савремено позориште[3]
- Вечити младожења, 27.04.1963, Нови Сад, Српско народно позориште[3]
- Народни посланик, 29.10.1963, Нови Сад, Српско народно позориште[3]
- Коштана, 19.05.1964, Нови Сад, Српско народно позориште[3]
- Халелуја, 19.11.1964, Нови Сад, Српско народно позориште[3]
- Плави зец, 07.10.1965, Нови Сад, Српско народно позориште[3]
- Фамилија Софронија А. Кирића, 08.02.1966, Нови Сад, Српско народно позориште[3]
- Госпођа министарка, 26.04.1966, Нови Сад, Српско народно позоришта[3]
- Месечина за несрећне, 25.11.1967, Нови Сад, Српско народно позориште[3]
- Викторија, 01.03.1968, Нови Сад, Српско народно позориште[3]
- Зла жена, 19.10.1968, Нови Сад, Српско народно позориште[3]
- Плуг и звезде, 29.10.1968, Нови Сад, Српско народно позориште[3]
- Оскар, 12.11.1968, Нови Сад, Српско народно позориште[3]
- Село Сакуле а у Банату, 11.03.1969, Нови Сад, Српско народно позориште[3]
- Село Сакуле, а у Банату, 02.10.1969, Вршац, Народно позориште 'Стерија'[3]
- Тринаест девојака Љубе Чекмеџића, 29.10.1969, Сомбор, Народно позориште[3]
- Слатко православље, 15.10.1970, Београд, Атеље 212[3]
- Потраживања у мотелу, 28.02.1971, Београд, Народно позориште[3]
- Каплар и цар, 25.05.1971, Нови Сад, Српско народно позориште[3]
- Та ваша прича, 07.01.1972, Нови Сад, Српско народно позориште[3]
- Беле ракете лете на Амстердам, 14.10.1972, Нови Сад, Српско народно позориште[3]
- Галеб, 16.01.1973, Нови Сад, Српско народно позориште[3]
- Занат госпође Ворн, 23.10.1973, Нови Сад, Српско народно позориште[3]
- Сентиментална представа, 25.03.1974, Нови Сад, Српско народно позориште[3]
- Зли дуси, 07.10.1975, Нови Сад, Српско народно позориште[3]
- Смрт трговачког путника, 17.02.1977, Нови Сад, Српско народно позориште[3]
- Тврдица, 17.12.1978, Нови Сад, Српско народно позориште[3]
- Брисан пут, 13.05.1980, Београд, Југословенско драмско позориште[3]
- Хеда Габлер, 04.12.1984, Нови Сад, Српско народно позориште[3]
- Љубавно писмо, 03.10.1992, Вршац, Народно позориште 'Стерија'[3]